# Глобальний фонд для жінок
Глобальний фонд для жінок — некомерційний фонд, який фінансує ініціативи з жіночих прав. Заснований у 1987 році новозеландкою Енн Ферт Мюррей, Френсіс Кісслінг і Лаурою Ледерер для фінансування жіночих ініціатив у всьому світі. Штаб-квартира фонду знаходиться в Сан-Франциско, Каліфорнія. З 1988 року фонд виділив понад 100 мільйонів доларів на гранти понад 4000 організаціям, які підтримують прогресивні права жінок у понад 170 країнах. Журнал Ms. Magazine назвав Глобальний фонд для жінок «одним із провідних світових феміністичних фондів».

## Історія та діяльність
Глобальний фонд для жінок надав першу фінансову підтримку в 1988 році восьми грантоотримувачам на загальну суму 31 000 доларів США.
У вересні 1996 року Мюррей пішла у відставку, і її змінила Кавіта Н. Рамдас. У вересні 2010 року Рамдас закінчила свою 14-річну роботу в Глобальному фонді, а в серпні 2011 року її змінила Мусімбі Канйоро.
У вересні 2005 року Глобальний фонд для жінок створив Фонд спадщини, який є найбільшим фондом у світі, присвяченим виключно правам жінок. Він жертвує понад 8,5 мільйонів доларів щорічно організаціям, очолюваним жінками.
Латанія Мапп Фретт, яка раніше працювала виконавчим директором Planned Parenthood Global, була призначена президентом і генеральним директором Глобального фонду у червні 2019 року. Вона була на цій посаді до кінця 2023 року.

## Профіль
Фонд надає гранти, які підтримують групи, що працюють над захистом прав жінок і дівчат. Вони відстоюють і захищають права жінок, надаючи гранти на підтримку жіночих груп у всьому світі.
Кошти, які підтримують Глобальний фонд для жінок, збираються з різних джерел і присуджуються очолюваним жінками організаціям, які сприяють економічній безпеці, здоров’ю, безпеці, освіті та лідерству жінок і дівчат.

## Питання та ініціативи
- Доступ до освіти[11]
- Громадська та політична участь[11]
- Економічна та екологічна справедливість[11]
- Здоров'я та сексуальні права[12]
- Мир і гендерне насильство[11]
- Філантропія соціальних змін[13]
- Жінки демонтують мілітаризм[14]

## Публікації
Глобальний фонд для жінок щороку публікує звіт, у якому повідомляє про фінансовий стан, інформацію про грантових партнерів та визнання донорів. Цей звіт також містить міркування, статистичні дані та прогнози щодо становища жінок і дівчат у всьому світі.
Глобальний фонд для жінок також публікує «Звіти про вплив», які зосереджуються на конкретних проблемах, що впливають на жінок і дівчат.